# Britton (Míchigan)
Britton es una villa ubicada en el condado de Lenawee en el estado estadounidense de Míchigan. En el Censo de 2010 tenía una población de 586 habitantes y una densidad poblacional de 287,13 personas por km².

## Geografía
Britton se encuentra ubicada en las coordenadas 41°59′16″N 83°49′50″O / 41.98778, -83.83056. Según la Oficina del Censo de los Estados Unidos, Britton tiene una superficie total de 2.04 km², de la cual 2.04 km² corresponden a tierra firme y (0%) 0 km² es agua.

## Demografía
Según el censo de 2010, había 586 personas residiendo en Britton. La densidad de población era de 287,13 hab./km². De los 586 habitantes, Britton estaba compuesto por el 98.63% blancos, el 0.17% eran afroamericanos, el 0.17% eran amerindios, el 0.34% eran asiáticos, el 0% eran isleños del Pacífico, el 0.34% eran de otras razas y el 0.34% pertenecían a dos o más razas. Del total de la población el 1.88% eran hispanos o latinos de cualquier raza.